# Boy Hayje

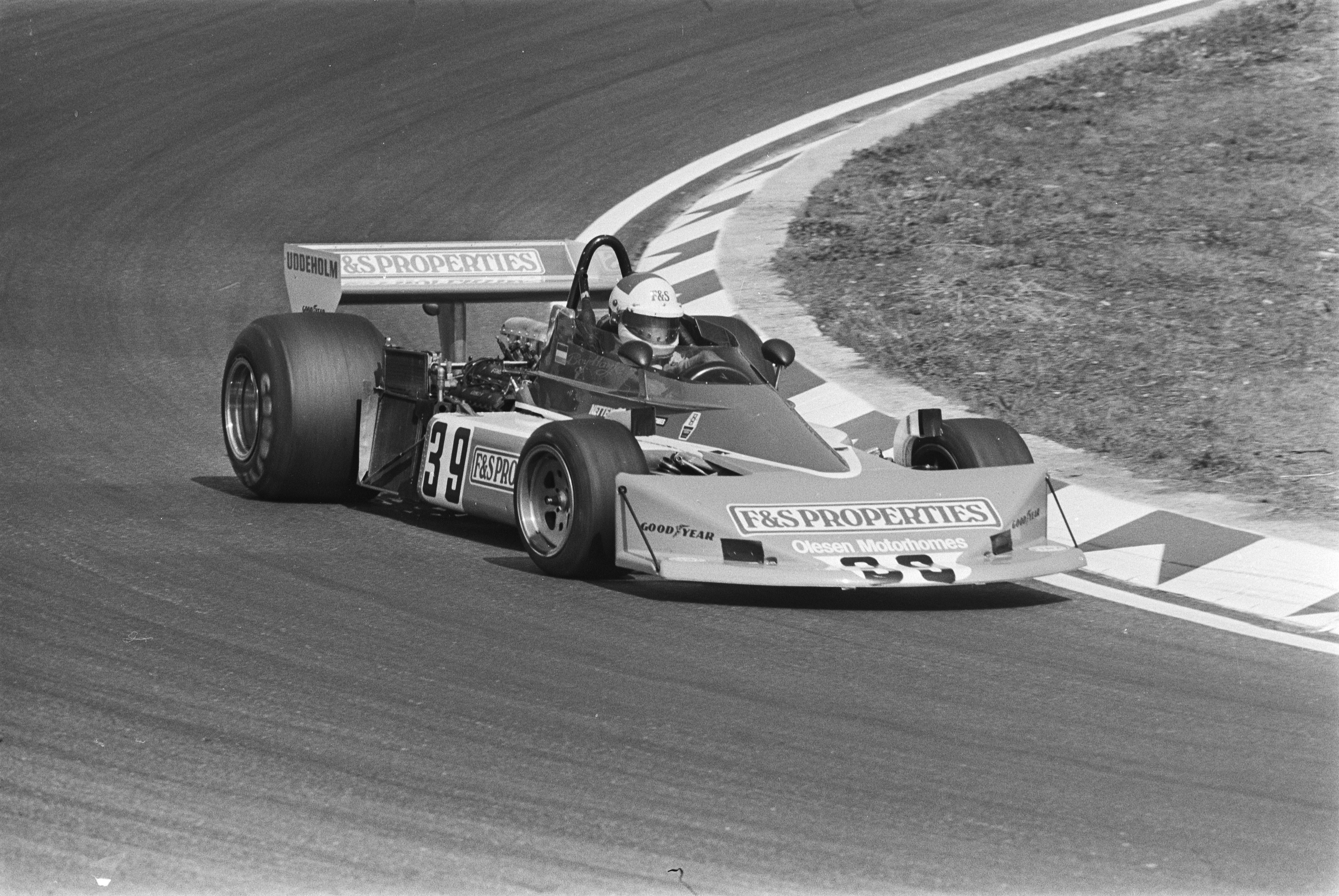
Boy Hayje in een Penske PC3 tijdens de training voor de GP van Nederland 1976.

Johan Gerard "Boy" Hayje (Amsterdam, 3 mei 1949) is een voormalige Formule 1-coureur uit Nederland. Hij nam in 1976 en 1977 deel aan drie Grands Prix, waarin hij geen punten scoorde.

## Over Boy Hayje
- Hans van der Klis, Dwars door de Tarzanbocht: de dertien Nederlandse formule-1 coureurs. Amsterdam: Pandora, 2007 (3e ed.), p. 69-83.